# Gippsicola
Gippsicola is een geslacht van spinnen uit de familie zesoogspinnen.

## Soorten
- Gippsicola raleighi Hogg, 1900